# Alethe
Alethe là một chi chim trong họ Muscicapidae.

## Các loài
- Alethe castanea
- Alethe diademata